# Русская (приток Писсы)
Ру́сская (истор. Свентайна — нем. Swentaine) — река на территории России, протекает по Гусевскому и Нестеровскому районам Калининградской области. Длина реки — 31 км, площадь водосборного бассейна — 235 км².

## География и гидрология

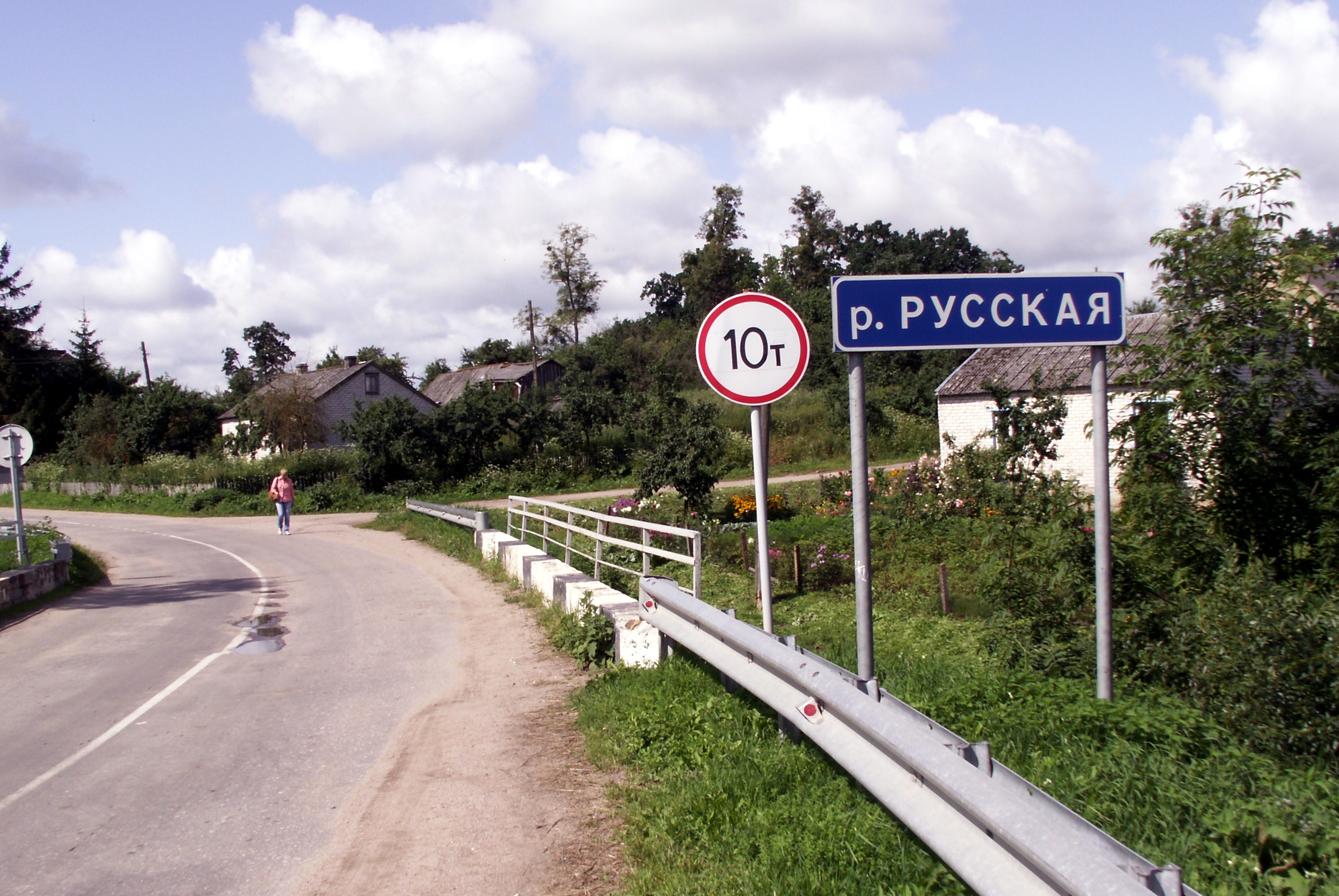
Русская, Чистые Пруды

Река Русская начинается западнее посёлка Пугачёво.
Русская является левобережный притоком реки Писсы, её устье расположено напротив посёлка Подгоровка в 49 километрах от устья реки Писсы.
В 1 км от устья, по правому берегу реки Русской в неё впадает Раковка.
По течению реки расположены следующие населённые пункты: Пугачёво, Карпинское, Емельяновка, Чистые Пруды, Ветряк, Новостройка, Коврово и Подгоровка.
Через реку переброшены четыре железобетонных моста и один каменный.

## Данные водного реестра
По данным государственного водного реестра России относится к Балтийскому бассейновому округу, водохозяйственный участок реки — Преголя. Относится к речному бассейну реки Неман и рекам бассейна Балтийского моря (российская часть в Калининградской области).
Код объекта в государственном водном реестре — 01010000212104300010145.